# Clavigofera laurencia
Clavigofera laurencia is een eenoogkreeftjessoort uit de familie van de Porcellidiidae. De wetenschappelijke naam van de soort is voor het eerst geldig gepubliceerd in 1982 door Hicks.